# Кумилженська
Кумилженська (рос. Кумылженская) — станиця у Кумилженському районі Волгоградської області Російської Федерації. Адміністративний центр району.
Населення становить 7953  особи. Входить до складу муніципального утворення Кумилженське сільське поселення.

## Історія
Станиця розташована у межах українського історичного та культурного регіону Жовтий Клин.
Згідно із законом від 14 лютого 2005 року № 1006-ОД органом місцевого самоврядування є Кумилженське сільське поселення.

## Населення
| 1959 | 1970  | 1979  | 2002  | 2010  |
| ---- | ----- | ----- | ----- | ----- |
| 2087 | ↗3723 | ↗5389 | ↗8043 | ↘7953 |